# Club Atlético Defensor Lima
Maillots
Dernière mise à jour : 1er août 2022.
Le Club Atlético Defensor Lima est un club de football péruvien basé à Breña, arrondissement de la capitale, Lima.

## Histoire
Fondé à Lima, le 31 juillet 1931, sous le nom de Club Atlético Chacra Colorada, il s'inscrit à la Fédération péruvienne de football (FPF) comme Club Deportivo Defensor Breña avant d'adopter son nom définitif de Club Atlético Defensor Lima, à la suite d'une suggestion de la secrétaire de la FPF, Delia Vargas. En 1957, il participe au championnat de deuxième division, qu'il remporte en 1960, ce qui lui permet d'accéder à l'élite l'année suivante, en 1961.
Au début des années 1970, sous la présidence de Luis Banchero Rossi (es), magnat de la pêche au Pérou, le club s'attache les services de l'entraîneur uruguayen Roque Máspoli ainsi que de nombreux joueurs formant l'ossature de la sélection péruvienne mondialiste en 1970 (Gerónimo Barbadillo, Guillermo La Rosa ou Roberto Chale entre autres). Cela lui permet de remporter le championnat en 1973, son seul titre de première division, et de disputer la Copa Libertadores en 1974, où il se hisse en demi-finales.
Après l'assassinat de Banquero Rossi (dans des conditions mystérieuses,) son holding – dont faisait partie le Defensor Lima – est exproprié par le Gouvernement militaire du général Juan Velasco Alvarado. Les conséquences sportives se font sentir puisque le club est relégué en 1978 et devra attendre dix ans avant de retrouver le championnat, à la suite de son titre de champion de deuxième division en 1988. 
Le Defensor Lima dispute sa dernière saison parmi l'élite en 1994, et se morfond depuis dans les championnats de divisions inférieures.

## Résultats sportifs

### Palmarès
| Compétitions nationales | Compétitions internationales                   | Compétitions régionales |
| - Championnat du Pérou (1) : - Champion : 1973. - Championnat du Pérou D2 (2) : - Champion : 1960 et 1988. - Torneo Plácido Galindo (1) : - Vainqueur : 1989. | - Copa Simón Bolívar (1) : - Vainqueur : 1975. | - Liga Regional de Lima y Callao (1) : - Vainqueur : 1957. - División Intermedia de Lima y Callao (1) : - Vainqueur : 1937. |

### Bilan et records
- Saisons au sein du championnat du Pérou : 24 (1961-1978 / 1989-1994).
- Saisons au sein du championnat du Pérou (D2) : 10 (1958-1960 / 1985-1988 / 1995-1997).
- Participations en compétitions internationales : 2 
  - Copa Libertadores 1974 - Demi-finales.
  - Copa Simón Bolívar 1975 - Vainqueur.
- Plus large victoire obtenue en compétition officielle : 
  - Defensor Lima 9:0 Once Estrellas (championnat D2 1988).
  - Defensor Lima 9:0 Defensor Kiwi (championnat D2 1989).
- Plus large défaite concédée en compétition officielle : 
  - Deportivo Municipal 11:0 Defensor Lima (Copa Perú 2012).

## Personnalités historiques du CA Defensor Lima

### Joueurs

#### Grands noms
Source consultée : La Mula.pe
| - Gerónimo Barbadillo - Roberto Chale - Francisco Gonzales León, meilleur buteur du championnat du Pérou en 1973 (25 buts). - Pedro Alexis González (es) - Julinho - Guillermo La Rosa | - Carlos Oliva - José Fernández Santini - Carlos Urrunaga, meilleur buteur du championnat du Pérou en 1965 (16 buts). - Néstor Verderi (de) - Antonio Trigueros |

### Entraîneurs
| - Adelfo Magallanes (1960-1961) champion du Pérou (D2) en 1960. - Julio Meléndez (1961) - Erwin Hieger (1962) - Marcos Calderón (1963) - Filpo Núñez (1964) - Juan Honores (1965-1966) - Manuel Giúdice (1967) - Juan Honores (1968) - Hugo Bagnulo (1969) - Aristóbulo Deambrossi (1970) - Manuel Giúdice (1971) - Roque Máspoli (1971) - Julio Meléndez (1972) - Roque Máspoli (1972-1974), champion du Pérou en 1973. - José Fernández Santini vainqueur de la Copa Simón Bolívar en 1975. | - Pedro Valdivieso (1976) - Benicio Acosta (1977) - José Chiarella (1977) - Roberto Elías (1977) - Oscar Salas (1978) - Alejandro Heredia (1978) - Roberto Chale (1988-1989) champion du Pérou (D2) en 1988. - José del Castillo (1989) vainqueur du Torneo Plácido Galindo en 1989. - José Fernández Santini (1989-1990) - Luis Roth (1990-1991) - Roberto Chale (1991) - Fernando Cuéllar (1992) - Luis Roth (1992) - Fernando Cuéllar (1993) - José Chiarella (1993-1994) | - Alberto Vidal (1995) - Luciano Quispe (1995) - Juan Carlos Márquez (1996) - Oswaldo Quiñe (1996) - Manuel Uribe (1996) - Jorge Cevallos (1997) - Luis Muñoz (1997) - Alberto Vidal (1998) - José Burga Mera (2017) - Luis Morán Cabanillas (2018-2019 - Marco Arana (2020-2021) - Luis Christian Brusnell Ascurra (2022) - José Burga Mera / Enrique Chávez Arroé / Pedro Cajo Flores / Miguel Munayco / Héctor Huacachi (2022-2023) |